# Beedrill
Beedrill (Japans: スピアー/Spear) is een dual-type insect/gif Pokémon geïntroduceerd in eerste generatie. De Pokémon evolueert vanuit Kakuna vanaf level 10 en is de laatste evolutie van Weedle. Beedrill kan Mega-evolueren naar Mega Beedrill met behulp van de Beedrillite.
Beedrill zijn voor 50% mannelijk en voor 50% vrouwelijk, de verhouding is 1:1. Beedrill heeft een vangwaarde van 45. Dit betekent dat er een 11,9% kans is om een Beedrill met een normale Pokébal te vangen als deze op volledige gezondheid zit.

## Uiterlijk
Beedrill lijkt het meest op een tweevoetige, gele wesp; echter, Beedrill heeft slechts vier poten in plaats van zes en mist ocelli. Het hoofd van Beedrill is rond met een licht puntige mond, grote, rode ogen en zwarte antennes met een scherpe kromming in het midden. De voorpoten van Beedrill hebben twee grote stekels. De soort staat op zijn andere twee benen, die lang en gesegmenteerd zijn. Beedrills hebben twee paren van afgeronde, geaderde vleugels, en een andere stekel onderaan de geel en zwart gestreepte buik.
Wanneer een Beedrill evolueert naar Mega-Beedrill, heeft deze meer gedefinieerde functies. De antennes zijn korter en breiden zich nu vooruit en terug over zijn hoofd uit. De ogen zijn ook anders. De Pokémon heeft nu drie paar vleugels; het bovenste paar is groter met een zwarte klauw langs de bovenkant. Zijn stekels worden langer en groter, lijkend op een speer. De poten lijken op conische, zwart-gele stekels met witte punten. De buik wordt groter en bevat groeven en is verbinden aan diens thorax door een zwarte structuur. Een gelijkaardige zwarte structuur verbindt zijn hoofd en thorax. De stekel op de buik is nu een bleek geel, en Beedrill heeft nu zwarte strepen over zijn hele lichaam. Snelwerkend gif wordt opgeslagen in de stekels op de ledematen, terwijl stekel op de staart een traag werkend gif produceert dat wordt gebruikt om tegenstanders af te maken. De momentane gifstoffen worden in plaats daarvan gebruikt om te voorkomen dat de vijand kan vluchten.
Beedrill is zeer territoriaal en woont normaal in kolonies. Zoals te zien in de anime, lijken Beedrills vooral bezig met het welzijn van Weedle en Kakuna, en zullen ze agressief reageren op degenen die hen storen. Een zwerm Beedrills in hun rust verstoren zal een aanval van de gehele kolonie tot gevolg hebben. Ze vliegen op hoge snelheid en valt aan met behulp van de grote, giftige stekels op hun voorpoten en buik. Beedrill gebruikt zijn scherpe voorpoten onder andere voor de aanval Dubbelnaald; vroeger was dit de speciale move van Beedrill. De soort neemt de slachtoffers van zijn aanvallen terug naar zijn nest voor voedsel. Beedrills nestelen zich in bossen en nevelige beboste gebieden.

## Anime verschijningen

### Casey's Beedrill
Ash ving een Beedrill in de Bug-Catching Contest in Een Feesie Om Een Beesie, maar gaf hem later weg aan Casey vanwege haar liefde voor geel-zwarte Pokémon.

### Overige
- Meerdere Beedrill verschenen in De samoerai-uitdaging, waar ze Ash's Metapod stalen na te zijn geëvolueerd vanuit Kakuna. De reden achter de diefstal was gerechtigdheid nadat Ash eerder een Weedle had proberen te vangen. Ze verschenen ook in een flashback in Gevecht aan Boord van de St. Anne.
- In Het Vierde Ronde Gerommel, een trainer genaamd Jeanette gebruikte een Beedrill in een gevecht tegen Ash's Bulbasaur. Beedrill verloor. Beedrill verscheen later in een flashback in Vrienden voor het Leven.
- In De Verdwaalde Lapras verscheen een Beedrill van een onbekende trainer die het bevel gaf Lapras aan te vallen. Toen Ash Lapras verdedigde brak er een gevecht uit tussen Pikachu en Beedrill, totdat Tracey verscheen en de trainer wegrende.
- Jimmy uit New Bark Town bezit een Beedrill, wat werd getoond in The Legend of Thunder!.
- Meerdere Beedrill verschenen in Gevaar, zo zoet als honing!, waar ze evolueerden uit een groep van Kakuna op Honey Island.
- Een zwerm aan Beedrill verschenen in Een levendig luchtgevecht!, waar ze Ash, Bonnie en Clemont achtervolgden vanwege Clemont's uitvinding waarmee hij eigenlijk een Fletchling probeerde te lokken.
- Een zwerm aan Beedrill verschenen in Een schokkende wisseltruc!, waar ze Lena en Dedenne achtervolgden, maar werden verslagen door Pikachu en Dedenne.
- Een Beedrill verscheen in Een Pokémon-oriëntatieloop in de mist!, waar hij werd gestoord door Pikachu en Bonnie. Hij vloog echter snel weg voor dat Pikachu kon aanvallen.
- 3 Beedrill verschenen in Van je familie moet je het hebben!.
- Meerdere Beedrill verschenen in Het land van herkomst verdedigen! en Achter de regenboog! als deel van de groep waarvan Florges de leider was. Later verschenen ze ook nog in In het belang van velen! en Totdat we het weer tegen elkaar opnemen!.
- 3 Beedrill verschenen in Een ontmoeting in de wind!, die een groep vormen samen met een Breloom.
- Een Beedrill die kan Mega-evolueren verscheen in Volcanion en het mechanische wonder onder eigendom van Levi en Cherie. Beedrill werd gebruikt in een gevecht tegen Ash's Noivern, Greninja en Clemont's. Nadat Alva's Mega Wave Crystal vernietigd was vluchtte Beedrill.

## Pokédex omschrijvingen
| Game                     | Omschrijving |
| ------------------------ | --- |
| Pokémon Red              | Vliegt op hoge snelheid en valt aan met behulp van grote giftige stekels op zijn voorpoten en staart.                                                                               |
| Pokémon Green            | Vliegt op hoge snelheid en valt aan met behulp van grote giftige stekels op zijn voorpoten en staart.                                                                               |
| Pokémon Blue             | Vliegt op hoge snelheid en valt aan met behulp van grote giftige stekels op zijn voorpoten en staart.                                                                               |
| Pokémon Yellow           | Hij heeft drie giftige stekels op zijn voorpoten en zijn staart. Ze worden gebruikt om een vijand herhaaldelijk te stoten.                                                          |
| Pokémon Let's Go Pikachu | Hij heeft drie giftige stekels op zijn voorpoten en zijn staart. Ze worden gebruikt om een vijand herhaaldelijk te stoten.                                                          |
| Pokémon Let's Go Eevee   | Hij heeft drie giftige stekels op zijn voorpoten en zijn staart. Ze worden gebruikt om een vijand herhaaldelijk te stoten.                                                          |
| Pokémon Gold             | Hij kan elke tegenstander neerhalen met zijn krachtige giftige stekels. Valt soms aan in zwermen.                                                                                   |
| Pokémon HeartGold        | Hij kan elke tegenstander neerhalen met zijn krachtige giftige stekels. Valt soms aan in zwermen.                                                                                   |
| Pokémon Silver           | Hij heeft drie giftige angels. De angel op zijn staart scheidt het meest krachtige gif af.                                                                                          |
| Pokémon SoulSilver       | Hij heeft drie giftige angels. De angel op zijn staart scheidt het meest krachtige gif af.                                                                                          |
| Pokémon Crystal          | Hij gebruikt scherpe, giftige steken om een prooi te verslaan, en neemt dan het slachtoffer terug naar zijn nest voor voedsel.                                                      |
| Pokémon Ruby             | Beedrill is uiterst territoriaal. Niemand moet ooit zijn nest benaderen - dit is voor hun eigen veiligheid. Wie Beedrill boos maakt zal aangevallen worden door een woedende zwerm. |
| Pokémon Sapphire         | Beedrill is uiterst territoriaal. Niemand moet ooit zijn nest benaderen - dit is voor hun eigen veiligheid. Wie Beedrill boos maakt zal aangevallen worden door een woedende zwerm. |
| Pokémon Omega Ruby       | Beedrill is uiterst territoriaal. Niemand moet ooit zijn nest benaderen - dit is voor hun eigen veiligheid. Wie Beedrill boos maakt zal aangevallen worden door een woedende zwerm. |
| Pokémon Alpha Sapphire   | Beedrill is uiterst territoriaal. Niemand moet ooit zijn nest benaderen - dit is voor hun eigen veiligheid. Wie Beedrill boos maakt zal aangevallen worden door een woedende zwerm. |
| Pokémon Emerald          | Beedrill is uiterst territoriaal. Niemand moet ooit zijn nest benaderen - dit is voor hun eigen veiligheid. Wie Beedrill boos maakt zal aangevallen worden door een woedende zwerm. |
| Pokémon FireRed          | Kan verschijnen in een zwerm. Vliegt op gewelddadige snelheden, tegelijkertijd met de giftige stekel op zijn rug stekend.                                                           |
| Pokémon X                | Kan verschijnen in een zwerm. Vliegt op gewelddadige snelheden, tegelijkertijd met de giftige stekel op zijn rug stekend.                                                           |
| Pokémon Y                | Kan verschijnen in een zwerm. Vliegt op gewelddadige snelheden, tegelijkertijd met de giftige stekel op zijn rug stekend.                                                           |
| Pokémon LeafGreen        | Hij vliegt op hoge snelheid en valt aan met behulp van de grote giftige stekels op zijn voorpoten en staart.                                                                        |
| Pokémon Diamond          | Zijn beste aanvalstaktiek bestaat uit rondvliegen op hoge snelheid, daarna toe te slaan met giftige naalden, om vervolgens weg te vliegen.                                          |
| Pokémon Pearl            | Zijn beste aanvalstaktiek bestaat uit rondvliegen op hoge snelheid, daarna toe te slaan met giftige naalden, om vervolgens weg te vliegen.                                          |
| Pokémon Platinum         | Zijn beste aanvalstaktiek bestaat uit rondvliegen op hoge snelheid, daarna toe te slaan met giftige naalden, om vervolgens weg te vliegen.                                          |
| Pokémon Black            | Zijn beste aanvalstaktiek bestaat uit rondvliegen op hoge snelheid, daarna toe te slaan met giftige naalden, om vervolgens weg te vliegen.                                          |
| Pokémon White            | Zijn beste aanvalstaktiek bestaat uit rondvliegen op hoge snelheid, daarna toe te slaan met giftige naalden, om vervolgens weg te vliegen.                                          |
| Pokémon Black 2          | Zijn beste aanvalstaktiek bestaat uit rondvliegen op hoge snelheid, daarna toe te slaan met giftige naalden, om vervolgens weg te vliegen.                                          |
| Pokémon White 2          | Zijn beste aanvalstaktiek bestaat uit rondvliegen op hoge snelheid, daarna toe te slaan met giftige naalden, om vervolgens weg te vliegen.                                          |
| Pokémon Sun              | Geen index. |
| Pokémon Moon             | Geen index. |
| Pokémon Ultra Sun        | Geen index. |
| Pokémon Ultra Moon       | Geen index. |

### Mega Beedrill
| Game                     | Omschrijving |
| ------------------------ | --- |
| Pokémon Let's Go Pikachu | Zijn benen zijn giftige stekels geworden. Hij steekt zijn prooi herhaaldelijk met de stekels op zijn ledematen, en slaat toe met de laatste klap met de stekel op zijn rug. |
| Pokémon Let's Go Eevee   | Zijn benen zijn giftige stekels geworden. Hij steekt zijn prooi herhaaldelijk met de stekels op zijn ledematen, en slaat toe met de laatste klap met de stekel op zijn rug. |

## Locaties in de games waar Beedrill gevonden kan worden
| Generatie | Game                     | Locatie |
| --------- | ------------------------ | --- |
| 1         | Pokémon Red              | Evolueer Kakuna |
| 1         | Pokémon Green            | Evolueer Kakuna |
| 1         | Pokémon Blue             | Evolueer Kakuna |
| 1         | Pokémon Yellow           | Niet te vangen. |
| 2         | Pokémon Gold             | National Park Bug-Catching Contest (dinsdag, donderdag of zaterdag)                                                                                               |
| 2         | Pokémon Silver           | Route 2, 26, 27, 34, 35, 36, 37, 38, 39 Azalea Town, Ilex Forest, Lake of Rage, National Park National Park Bug-Catching Contest (dinsdag, donderdag of zaterdag) |
| 2         | Pokémon Crystal          | Ilex Forest, National Park National Park Bug-Catching Contest (dinsdag, donderdag of zaterdag)                                                                    |
| 3         | Pokémon Ruby             | Niet te vangen. |
| 3         | Pokémon Sapphire         | Niet te vangen. |
| 3         | Pokémon Emerald          | Niet te vangen. |
| 3         | Pokémon FireRed          | Evolueer Kakuna |
| 3         | Pokémon LeafGreen        | Evolueer Kakuna |
| 4         | Pokémon Diamond          | Evolueer Kakuna |
| 4         | Pokémon Pearl            | Evolueer Kakuna |
| 4         | Pokémon Platinum         | Evolueer Kakuna |
| 4         | Pokémon HeartGold        | National Park Bug-Catching Contest (dinsdag, donderdag of zaterdag)                                                                                               |
| 4         | Pokémon SoulSilver       | Route 2, 47 Ilex Forest, National Park, Viridian Forest National Park Bug-Catching Contest (dinsdag, donderdag of zaterdag)                                       |
| 5         | Pokémon Black            | Route 12 |
| 5         | Pokémon White            | Niet te vangen. |
| 5         | Pokémon Black 2          | Pinwheel Forest |
| 5         | Pokémon White 2          | Niet te vangen. |
| 6         | Pokémon X                | Evolueer Kakuna |
| 6         | Pokémon Y                | Evolueer Kakuna |
| 6         | Pokémon Omega Ruby       | Evolueer Kakuna |
| 6         | Pokémon Alpha Sapphire   | Evolueer Kakuna |
| 7         | Pokémon Sun              | Niet te vangen. |
| 7         | Pokémon Moon             | Niet te vangen. |
| 7         | Pokémon Ultra Sun        | Route 4 via een Island Scan (donderdag) |
| 7         | Pokémon Ultra Moon       | Route 4 via een Island Scan (donderdag) |
| 7         | Pokémon Let's Go Pikachu | Evolueer Kakuna |
| 7         | Pokémon Let's Go Eevee   | Viridian Forest |

## Basis Waardes
De basis waardes zeggen hoe sterk de Pokémon kan worden in de verschillende onderdelen.
| Stat                | Stat | Lv. 50  | Lv. 100 |
| ------------------- | ---- | ------- | ------- |
| HP (Health Points)  | 65   | 125-172 | 240-334 |
| Aanval              | 80   | 76-145  | 148-284 |
| Verdediging         | 40   | 40-101  | 76-196  |
| Speciale Aanval     | 45   | 45-106  | 85-207  |
| Special Verdediging | 80   | 76-145  | 148-284 |
| Snelheid            | 75   | 72-139  | 139-273 |
| Totaal              | 385  | 385     | 385     |

| Stat                | Stat | Lv. 50  | Lv. 100 |
| ------------------- | ---- | ------- | ------- |
| HP (Health Points)  | 65   | 125-172 | 240-334 |
| Aanval              | 90   | 85-156  | 166-306 |
| Verdediging         | 40   | 40-101  | 76-196  |
| Speciale Aanval     | 45   | 45-106  | 85-207  |
| Special Verdediging | 80   | 76-145  | 148-284 |
| Snelheid            | 75   | 72-139  | 139-273 |
| Totaal              | 395  | 395     | 395     |

| Stat                 | Stat | Lv. 50  | Lv. 100 |
| -------------------- | ---- | ------- | ------- |
| HP (Health Points)   | 65   | 125-172 | 240-334 |
| Aanval               | 150  | 139-222 | 274-438 |
| Verdediging          | 40   | 40-101  | 76-196  |
| Speciale Aanval      | 15   | 18-73   | 31-141  |
| Speciale Verdediging | 80   | 76-145  | 148-284 |
| Snelheid             | 145  | 135-216 | 265-427 |
| Totaal               | 495  | 495     | 495     |

## Schade door aanvallen
De type effectiviteit zegt iets over hoe goed de Pokémon tegen de aanvallen van een bepaald type kan. Hoe hoger de effectiviteit, hoe harder een aanval aan zal komen.
| Type       | Effectiviteit |
| ---------- | ------------- |
| Gras       | ¼×            |
| Gif        | 1×            |
| Vuur       | 2×            |
| Vliegend   | 2×            |
| Water      | 1×            |
| Insect     | 2×            |
| Normaal    | 1×            |
| Elektrisch | 1×            |
| Grond      | 1×            |
| Vecht      | ¼×            |
| Psychisch  | 2×            |
| Steen      | 2×            |
| IJs        | 1×            |
| Geest      | 1×            |
| Draak      | 1×            |

| Type       | Effectiviteit |
| ---------- | ------------- |
| Gras       | ¼×            |
| Gif        | ½×            |
| Vuur       | 2×            |
| Vliegend   | 2×            |
| Water      | 1×            |
| Insect     | ½×            |
| Normaal    | 1×            |
| Elektrisch | 1×            |
| Grond      | 1×            |
| Vecht      | ¼×            |
| Psychisch  | 2×            |
| Steen      | 2×            |
| IJs        | 1×            |
| Geest      | 1×            |
| Draak      | 1×            |
| Duister    | 1×            |
| Staal      | 1×            |

| Type       | Effectiviteit |
| ---------- | ------------- |
| Gras       | ¼×            |
| Gif        | ½×            |
| Vuur       | 2×            |
| Vliegend   | 2×            |
| Water      | 1×            |
| Insect     | ½×            |
| Normaal    | 1×            |
| Elektrisch | 1×            |
| Grond      | 1×            |
| Vecht      | ¼×            |
| Psychisch  | 2×            |
| Steen      | 2×            |
| IJs        | 1×            |
| Geest      | 1×            |
| Draak      | 1×            |
| Duister    | 1×            |
| Staal      | 1×            |
| Fee        | ½×            |

## Aanvallen
Beedrill is in staat om verschillende aanvallen te leren, waarvan de meeste normaal of insect type aanvallen zijn.

### Door middel van hogere levels
| Level per generatie | Level per generatie | Level per generatie | Level per generatie | Level per generatie | Level per generatie | Level per generatie | Naam           | Type      | Kracht | Precisie | PP |
| 1                   | 2                   | 3                   | 4-5                 | 6                   | 7                   | LGPE                | Naam           | Type      | Kracht | Precisie | PP |
| ------------------- | ------------------- | ------------------- | ------------------- | ------------------- | ------------------- | ------------------- | -------------- | --------- | ------ | -------- | -- |
| 1                   | 1                   | 1                   | 1                   | 1                   | 1                   | 16                  | Furie aanval   | Normaal   | 15     | 85%      | 20 |
| 16                  | 15                  | 15                  | 13                  | 13                  | 20                  | 19                  | Focus energie  | Normaal   | -      | -        | 30 |
| 20                  | 20                  | 20                  | 16                  | 16                  | 1                   | 1                   | Dubbelnaald    | Insect    | 25     | 100%     | 20 |
| 25                  | 25                  | 25                  | 19                  | 19                  | 14                  | 13                  | Razernij       | Normaal   | 20     | 100%     | 20 |
| 30                  | 35                  | 35                  | 28                  | 28                  | 32                  | 28                  | Naaldraket     | Insect    | 25     | 95%      | 20 |
| 35                  | 40                  | 40                  | 31                  | 31                  | 38                  | 25                  | Behendigheid   | Psychisch | -      | -        | 30 |
| -                   | 30                  | 30                  | 22                  | 22                  | 17                  | -                   | Pursuit        | Duister   | 40     | 100%     | 20 |
| -                   | -                   | 45                  | 40                  | 40                  | 41                  | -                   | Endeavor       | Normaal   | -      | 100%     | 5  |
| -                   | -                   | -                   | 25                  | 25                  | 29                  | -                   | Giftige punten | Gif       | -      | -        | 20 |
| -                   | -                   | -                   | 34                  | 34                  | 26                  | -                   | Assurance      | Duister   | 60     | 100%     | 10 |
| -                   | -                   | -                   | 37                  | 37                  | 35                  | 22                  | Gifstoot       | Gif       | 80     | 100%     | 20 |
| -                   | -                   | -                   | -                   | 45                  | 44                  | -                   | Fell Stinger   | Insect    | 50     | 100%     | 25 |
| -                   | -                   | -                   | -                   | -                   | 23                  | -                   | Gifschok       | Gif       | 65     | 100%     | 10 |
| -                   | -                   | -                   | -                   | -                   | -                   | 1                   | Boor           | Vliegend  | 35     | 100%     | 35 |
| -                   | -                   | -                   | -                   | -                   | -                   | 31                  | Woede          | Draak     | 120    | 100%     | 10 |

### Door middel van Technical en Hidden Machines
| TM/HM nummer per generatie | TM/HM nummer per generatie | TM/HM nummer per generatie | TM/HM nummer per generatie | TM/HM nummer per generatie | TM/HM nummer per generatie | TM/HM nummer per generatie | TM/HM nummer per generatie | Naam               | Type      | Kracht | Precisie | PP |
| 1                          | 2                          | 3                          | 4                          | 5                          | 6                          | 7                          | LGPE                       | Naam               | Type      | Kracht | Precisie | PP |
| -------------------------- | -------------------------- | -------------------------- | -------------------------- | -------------------------- | -------------------------- | -------------------------- | -------------------------- | ------------------ | --------- | ------ | -------- | -- |
| TM03                       | -                          | -                          | TM75                       | TM75                       | TM75                       | TM75                       | -                          | Zwaarddans         | Normaal   | -      | -        | 20 |
| TM06                       | TM06                       | TM06                       | TM06                       | TM06                       | TM06                       | TM06                       | TM27                       | Vergiftig          | Gif       | -      | 90%      | 10 |
| TM09                       | -                          | -                          | -                          | -                          | -                          | -                          | -                          | Haal neer          | Normaal   | 90     | 85%      | 20 |
| TM10                       | -                          | -                          | -                          | -                          | -                          | -                          | -                          | Weerslag           | Normaal   | 120    | 100%     | 15 |
| TM15                       | TM15                       | TM15                       | TM15                       | TM15                       | TM15                       | TM15                       | TM48                       | Hyperstraal        | Normaal   | 150    | 90%      | 5  |
| TM20                       | -                          | -                          | -                          | -                          | -                          | -                          | -                          | Razernij           | Normaal   | 20     | 100%     | 20 |
| TM21                       | -                          | -                          | -                          | -                          | -                          | -                          | TM53                       | Mega Drain         | Gras      | 40     | 100%     | 15 |
| TM31                       | -                          | -                          | -                          | -                          | -                          | -                          | -                          | Imitatie           | Normaal   | -      | -        | 10 |
| TM32                       | TM32                       | TM32                       | TM32                       | TM32                       | TM32                       | TM32                       | -                          | Dubbelteam         | Normaal   | -      | -        | 15 |
| TM33                       | -                          | -                          | -                          | -                          | -                          | -                          | TM09                       | Reflecteer         | Psychisch | -      | -        | 20 |
| TM34                       | -                          | -                          | -                          | -                          | -                          | -                          | -                          | Wacht af           | Normaal   | -      | -        | 10 |
| TM39                       | TM39                       | -                          | -                          | -                          | -                          | -                          | -                          | Snel               | Normaal   | 60     | -        | 20 |
| TM40                       | -                          | -                          | -                          | -                          | -                          | -                          | -                          | Schedelbeuk        | Normaal   | 130    | 100%     | 10 |
| TM44                       | TM44                       | TM44                       | TM44                       | TM44                       | TM44                       | TM44                       | TM05                       | Slaap              | Psychisch | -      | -        | 10 |
| TM50                       | -                          | -                          | TM90                       | TM90                       | TM90                       | TM90                       | TM08                       | Kloon              | Normaal   | -      | -        | 10 |
| HM01                       | HM01                       | HM01                       | HM01                       | HM01                       | HM01                       | -                          | -                          | Snijd              | Normaal   | 50     | 95%      | 30 |
| -                          | TM03                       | -                          | -                          | -                          | -                          | -                          | -                          | Vloek              | Geest     | -      | -        | 10 |
| -                          | TM10                       | TM10                       | TM10                       | TM10                       | TM10                       | TM10                       | -                          | Verborgen kracht   | Normaal   | 60     | 100%     | 15 |
| -                          | TM11                       | TM11                       | TM11                       | TM11                       | TM11                       | TM11                       | -                          | Zonnige dag        | Vuur      | -      | -        | 5  |
| -                          | TM12                       | -                          | -                          | -                          | -                          | -                          | -                          | Zoete geur         | Normaal   | -      | 100%     | 20 |
| -                          | TM13                       | -                          | -                          | -                          | -                          | -                          | -                          | Snore              | Normaal   | 50     | 100%     | 15 |
| -                          | TM17                       | TM17                       | TM17                       | TM17                       | TM17                       | TM17                       | TM07                       | Bescherm           | Normaal   | -      | -        | 10 |
| -                          | TM19                       | TM19                       | TM19                       | -                          | -                          | -                          | -                          | Giga Drain         | Gras      | 75     | 100%     | 10 |
| -                          | TM20                       | -                          | TM58                       | -                          | -                          | -                          | -                          | Weerstand          | Normaal   | -      | -        | 10 |
| -                          | TM21                       | TM21                       | TM21                       | TM21                       | TM21                       | TM21                       | -                          | Frustratie         | Normaal   | -      | 100%     | 20 |
| -                          | TM27                       | TM27                       | TM27                       | TM27                       | TM27                       | TM27                       | -                          | Terugkeer          | Normaal   | -      | 100%     | 20 |
| -                          | TM34                       | -                          | TM87                       | TM87                       | TM87                       | TM87                       | -                          | Swagger            | Normaal   | -      | 85%      | 15 |
| -                          | TM35                       | -                          | TM82                       | -                          | TM88                       | TM88                       | -                          | Slaappraat         | Normaal   | -      | -        | 10 |
| -                          | TM36                       | TM36                       | TM36                       | TM36                       | TM36                       | TM36                       | TM52                       | Blubberbom         | Gif       | 90     | 100%     | 10 |
| -                          | TM45                       | TM45                       | TM45                       | TM45                       | TM45                       | TM45                       | -                          | Verleid            | Normaal   | -      | 100%     | 15 |
| -                          | TM49                       | -                          | -                          | -                          | -                          | -                          | -                          | Furiesnijder       | Insect    | 40     | 95%      | 20 |
| -                          | -                          | TM22                       | TM22                       | TM22                       | TM22                       | TM22                       | TM45                       | Zonnestraal        | Gras      | 120    | 100%     | 10 |
| -                          | -                          | TM31                       | TM31                       | TM31                       | TM31                       | TM31                       | TM13                       | Steenbreuk         | Vecht     | 75     | 100%     | 15 |
| -                          | -                          | TM40                       | TM40                       | TM40                       | TM40                       | TM40                       | -                          | Luchttroef         | Vliegend  | 60     | -        | 20 |
| -                          | -                          | TM42                       | TM42                       | TM42                       | TM42                       | TM42                       | TM12                       | Facade             | Normaal   | 70     | 100%     | 20 |
| -                          | -                          | TM43                       | TM43                       | -                          | TM94                       | -                          | -                          | Geheime kracht     | Normaal   | 70     | 100%     | 20 |
| -                          | -                          | TM46                       | TM46                       | TM46                       | TM46                       | TM46                       | -                          | Thief              | Duister   | 60     | 100%     | 25 |
| -                          | -                          | HM06                       | HM06                       | TM94                       | HM06                       | -                          | -                          | Steenknal          | Vecht     | 40     | 100%     | 15 |
| -                          | -                          | -                          | TM51                       | -                          | TM19                       | TM19                       | TM50                       | Roost              | Vliegend  | -      | -        | 10 |
| -                          | -                          | -                          | TM54                       | TM54                       | TM54                       | TM54                       | -                          | False Swipe        | Normaal   | 40     | 100%     | 40 |
| -                          | -                          | -                          | TM62                       | -                          | -                          | -                          | -                          | Zilverwind         | Insect    | 60     | 100%     | 5  |
| -                          | -                          | -                          | TM66                       | TM66                       | TM66                       | TM66                       | -                          | Payback            | Duister   | 50     | 100%     | 10 |
| -                          | -                          | -                          | TM68                       | TM68                       | TM68                       | TM68                       | -                          | Giga-impact        | Normaal   | 150    | 90%      | 5  |
| -                          | -                          | -                          | TM70                       | TM70                       | TM70                       | -                          | -                          | Flits              | Normaal   | -      | 100%     | 20 |
| -                          | -                          | -                          | TM78                       | -                          | -                          | -                          | -                          | Aantrekkingskracht | Normaal   | -      | 100%     | 20 |
| -                          | -                          | -                          | TM81                       | TM81                       | TM81                       | TM81                       | TM24                       | X-schaar           | Insect    | 80     | 100%     | 15 |
| -                          | -                          | -                          | TM83                       | -                          | -                          | -                          | -                          | Natuurlijke Gift   | Normaal   | -      | 100%     | 15 |
| -                          | -                          | -                          | TM84                       | TM84                       | TM84                       | TM84                       | TM26                       | Gifstoot           | Gif       | 80     | 100%     | 20 |
| -                          | -                          | -                          | TM89                       | TM89                       | TM89                       | TM89                       | TM18                       | U-bocht            | Insect    | 70     | 100%     | 20 |
| -                          | -                          | -                          | HM05                       | -                          | -                          | -                          | -                          | Opklaring          | Vliegend  | -      | -        | 15 |
| -                          | -                          | -                          | -                          | TM09                       | TM09                       | TM09                       | -                          | Gifschok           | Gif       | 65     | 100%     | 10 |
| -                          | -                          | -                          | -                          | TM48                       | TM48                       | TM48                       | -                          | Canon              | Normaal   | 60     | 100%     | 15 |
| -                          | -                          | -                          | -                          | TM62                       | TM62                       | TM62                       | -                          | Acrobatiek         | Vliegend  | 55     | 100%     | 15 |
| -                          | -                          | -                          | -                          | TM76                       | TM76                       | -                          | -                          | Strijdinsect       | Insect    | 50     | 100%     | 20 |
| -                          | -                          | -                          | -                          | -                          | TM83                       | TM83                       | -                          | Infestation        | Insect    | 20     | 100%     | 20 |
| -                          | -                          | -                          | -                          | -                          | TM100                      | TM100                      | -                          | Confide            | Normaal   | -      | -        | 20 |
| -                          | -                          | -                          | -                          | -                          | -                          | TM59                       | -                          | Ruwe slinger       | Duister   | 60     | 100%     | 20 |
| -                          | -                          | -                          | -                          | -                          | -                          | -                          | TM01                       | Kopstoot           | Normaal   | 70     | 100%     | 15 |
| -                          | -                          | -                          | -                          | -                          | -                          | -                          | TM39                       | Woede              | Draak     | 120    | 100%     | 10 |
| -                          | -                          | -                          | -                          | -                          | -                          | -                          | TM58                       | Drilkoers          | Grond     | 80     | 95%      | 10 |

### Door middel van vorige evolutie
| Level per generatie | Level per generatie | Level per generatie | Level per generatie | Naam       | Type    | Kracht | Precisie | PP |
| 1-DP                | 4-6                 | 7                   | LGPE                | Naam       | Type    | Kracht | Precisie | PP |
| ------------------- | ------------------- | ------------------- | ------------------- | ---------- | ------- | ------ | -------- | -- |
| 1                   | 1                   | 1                   | 1                   | Gifangel   | Gif     | 15     | 100%     | 35 |
| 1                   | 1                   | 1                   | 1                   | Bindschot  | Insect  | -      | 95%      | 40 |
| -                   | 15                  | 9                   | -                   | Insectbeet | Insect  | 60     | 100%     | 20 |
| 1                   | 1                   | 1                   | 1                   | Verharding | Normaal | -      | -        | 30 |

## Oorsprong van de naam
Beedrill is een combinatie van de Engelse woorden bee ('bij) en drill ('boor', vanwege de stekels).

## Ruilkaartenspel
Beedrill staat op 26 verschillende kaarten sinds hij debuteerde in de Base Set van de Pokémon Trading Card Game. Twee van deze zijn alleen in Japan uitgebracht. Beedrill kaarten zijn normaal Gras-type Stage 2 Pokémon. Een van deze kaarten is Koga's Beedrill, de Beedrill van Gymleider Koga. Ook zijn er Bugsy's Beedrill en Janine's Beedrill, de Beedrill van Gymleiders Bugsy en Janine. Ook is er één Mega Beedrill-kaart.